# Додои
Raphinae је изумрла потпородица голубова (Columbidae), која обухвата два рода птица нелетачица. Познатији представник ове групе птица свакако је додо, по коме се читава група колоквијално назива додои. Додои су, за голубове, достизале скоро гигантске величине услед недостатка предатора и тиме потпомогнутог еволуционог тренда острвског гигантизма. 

## Систематика
Додои су дуго сматране засебном фамилијом (Raphidae), којој је систематски положај варирао од аутора до аутора. Сматране су сродницима птица тркачица или барских кока, али се највероватнијим сматрала филогенетска сродност са голубовима. Истраживања на пољу остеологије и молекуларне систематике додатно су оснажила морфолошке претпоставке о сродности додои са голубовима.
Потпородица додоа обухвата два монотипска рода:
род 
усамљеник са Родригеза (Pezophaps solitaria)
род 
додо
У род Raphus раније је сврставана и врста усамљеник са Реиниона (Raphus solitarius), али се испоставило да је она посебна врста ибиса.

## Филогенија
Додоима најсроднијом савременом врстом голуба сматра се никобарски голуб. Преци додоа вероватно су се одвојили од предака никобарског голуба пре око 42,6 милиона година, да би се 17 милиона година касније диференцирале засебне врсте.
Иако се при различитим изборима молекуларних маркера добијају филогенетска стабла различите геометрије, несумњиво је да су додои међу базалним родовима породице голубова. Ове базалне групе настале су индо-аустралијском (индомалајо-нотогејском) радијацијом најпримитивнијих голубова. Сем два рода додоа и рода никобарског голуба (Caloenas), сродни родови су и Ducula, Goura, Otidiphaps и Ptilinopus.